# Stazione di Shichijō
La stazione di Shichijō (七条駅?, Shichijō-eki) è una stazione ferroviaria delle Ferrovie Keihan situata nel quartiere di Higashiyama-ku della città di Kyoto nella prefettura omonima, in Giappone. La stazione è servita dalla linea principale Keihan ed è dotata di 2 binari passanti sotterranei.

## Linee e servizi

### Treni
Ferrovie Keihan
● Linea principale Keihan

## Struttura
La stazione è costituita da due marciapiedi laterali con due binari passanti sottoterra.
| 1  | ● Linea principale Keihan | per Sanjō e Demachiyanagi                                                            |
| ２ | ● Linea principale Keihan | per Tambahashi, Hirakatashi, Kyōbashi, Yodoyabashi o Nakanoshima (linea Nakanoshima) |

## Stazioni adiacenti
| «                       | Servizio                                              | »                       |
| Linea principale Keihan | Linea principale Keihan                               | Linea principale Keihan |
| ----------------------- | ----------------------------------------------------- | ----------------------- |
| Tōfukuji                | Locale Subespresso Subespresso pendolari              | Kiyomizu-Gojō           |
| Fushimi-Inari           | Espresso                                              | Kiyomizu-Gojō           |
| Tambahashi              | Espresso Rapido Esp. Rap. pendolari Espresso Limitato | Gion-Shijō              |